# Fritz (программа)
Fritz — немецкая шахматная программа, разработанная Францем Моршем и Матиасом Файстом и изданная ChessBase.

## История
Морш и его друг Эд Шредер создали шахматную программу в начале 1980-х. В начале 90-х немецкая компания ChessBase попросила, чтобы Морш написал шахматную программу Fritz. Разработка была завершена в 1991, и к этому году относятся первые упоминания о сыгранных партиях.
Версия под названием Deep Fritz разработана для многопроцессорной компьютерной обработки.
Fritz 10 вышел 22 апреля 2006 года. Имел хорошие тактические возможности (на то время), и очень полюбился многим игрокам в шахматы.
Fritz 11 был выпущен в ноябре 2007 года. 11 версия шла с лучшими рекомендациями международного мастера Джошуа Вайцкина, сказавшего, что «Fritz походит на женщину, до которой вы не можете добраться. Он заставляет вас мыслить способами, которыми вы никогда не пользовались прежде».
Версия Fritz 12 была выпущена 7 октября 2009 года.
Версия Fritz 13 была выпущена 31 октября 2011 года.
Версия Fritz 14 была выпущена 22 сентября 2014 года, а также имеет 64-разрядную версию.
Версия Fritz 15 была выпущена 25 ноября 2015 года. С этой версии исчезла приставка Deep. Теперь все последующие версии поддерживают многоядерность по умолчанию.
В 15 и 16 версиях Fritz используется наработки из знаменитой шахматной программы Rybka, разработанной международным мастером Васиком Райлихом.
В 17ой версии программы, помимо традиционного шахматного движка 17ой версии (базируемого на наработках Ginkgo), используется «Fat Fritz» — чрезвычайно сильный движок нейронной сети, созданный по мотивам AlphaGo Zero.
В июле 2021 года разработчики шахматного движка с открытым исходным кодом Stockfish подали иск против ChessBase, утверждая, что Fat Fritz 2.0 является производным от Stockfish, а коммерческое использование этих данных являться прямым нарушением правил использования свободной лицензии GNU.
Версия Fritz 18 Neuronal была выпущена 30 марта 2022 года. В этой версии все ранее созданные вручную оценки Фрица были эффективно заменены обновляемой нейронной сетью.

## Результаты
В 1995 году Fritz 3 выиграл Чемпионат мира по шахматам среди компьютерных программ в Гонконге, неожиданно победив известную версию прототипа компьютера Deep Blue.
В 2000 году Fritz SSS по предложению Генны Сосонко участвовал и занял пятое место на Чемпионате Голландии, турнир не был признан ФИДЕ.
В 2002 году Deep Fritz сыграл вничью 4-4 в матче в Бахрейне против чемпиона мира по классическим шахматам Владимира Крамника.
В ноябре 2003 года Fritz X3D, версия Deep Fritz с трёхмерным интерфейсом, сыграла вничью в четырёх партиях против Гарри Каспарова.
23 июня 2005 года, в студиях ABC Times Square, искусственный интеллект Инструментальная панель Accoona, управляемая прототипом Fritz 9, сыграла вничью с тогдашним Чемпионом мира ФИДЕ Рустамом Касымджановым.
С 25 ноября по 5 декабря 2006 года Deep Fritz сыграл шесть игровых партий против Крамника в Бонне. Fritz победил 4-2, причём во второй партии Крамник допустил грубую ошибку.
На 3 ноября 2007 года в списке оценки рейтинга SSDF, Fritz 10 был пятым с 2856 пунктами Эло, на пять пунктов ниже Junior 10.1 и на 79 пунктов ниже #1 Rybka 2.3.1.
29 марта 2014 года Deep Fritz 14 64-bit 4CPU был тринадцатым в рейтинг-листе CCRL с 3072 пунктами Эло.

## Fritz & Fertig
Fritz & Fertig – серия из четырех компьютерных игр, основанных на Fritz, изданная компаниями ChessBase и Terzio, и разработанная Йоргом Хильбертом и Бьорном Ленгвенусом, для Microsoft Windows. Первая часть была портирована компанией Morgen Studios на Nintendo DS в 2009 году, и на iOS в 2018 году компанией Lemi Consulting GmbH. Также первые три части серии были изданы в России компанией МедиаХауз. Игры серии предназначены для обучения шахматам детей от 8 лет, также были выпущены детские шахматные наборы в виде их персонажей.
Серия игр в разных странах называется по-разному:
- В России – Большое шахматное путешествие
- В Великобритании и США – Fritz & Chesster
- Во Франции – Le jeu d'échecs avec Fritz et Bianca
- В Испании и Латинской Америке – El pequeño Fritz
- В Италии – Scacco matto

События первых трех частей серии происходят в Шахматном королевстве, вымышленной карликовой стране, в которой правил Белый король, получивший свое прозвище по цвету одежды. Фриц и Бьянка, сын и племянница Белого короля, спасают королевство от злого Черного короля, им помогает Гарик, лучший шахматный тренер, живущий в спортзале под боксерским рингом. В последней части серии главные герои изучают различные разновидности шахмат на некой чужой планете.

### Сюжет

#### Часть 1 (2003)
Однажды Белые король и королева уехали в отпуск, проиграв партию Черному королю, оставили дома своего сына Фрица. Вместе со своей двоюродной сестрой Бьянкой, юный принц начал готовиться к шахматной дуэли против Черного короля. Король Палитра, друг умершего дедушки Фрица, проводил Фрица и Бьянку по деревне, и ознакомил с мини-играми, имитирующими движение шахматных фигур:
- Король: управляя сумоистом, помочь ему сбить своего соперника
- Ладья: управляя Скарлетт О'Хара, помочь ей собрать как можно больше денег, разбросанных по лабиринту, избегая встречи с пауками
- Слон: в игре, напоминающей арканоид, разбить за 60 секунд как можно больше сантехники на складе Черного короля
- Ферзь: за 100 секунд собрать 10 цветов для жены короля Палитры
- Конь: показать лошади маршрут забега за ограниченное число ходов
- Пешки: помочь крестьянам сбить с дороги своих врагов

После выполнения всех заданий, Черный король направляет Фрица и Бьянку в спортзал, там они встречают мышонка Гарика, лучшего шахматного тренера. Он учит сперва ставить мат одним ходом, затем – знакомит с рокировкой, учит ставить мат одной или двумя ладьями. После выполнения всех упражнений, состоится шахматная дуэль. Фриц и Бьянка, победив Черного короля, по пути домой встречают Белых короля и королеву, вернувшихся с отпуска.

#### Часть 2 (2004)
Однажды Черный король похищает мышонка Гарика, лучшего шахматного тренера. Фриц и Бьянка отправляются его спасать: они поехали на карете к Черному замку, по дороге повторив возможные ходы в шахматах, а при попытке войти в замок, дети проваливаются в погреб. Там, оказывается, мышонок Гарик был заперт в клетке. Фриц и Бьянка освободили его, и он знакомит игрока со вскрытым нападением, алгебраической нотацией, дурацким и детским матом. Чтобы выйти из замка, детям вновь предстоит сыграть в шахматы против Черного короля.

#### Часть 3 (2006)
Черный король выиграл 16 плюшевых игрушек, а их изначальные владельцы были расстроены. Фрицу и Бьянке предстоит помочь им вернуть игрушки. Мышонок Гарик знакомит с шахматными поддавками, учит ставить мат слоном и конем, а также играть ладьей и пешкой против ладьи. Встретив Черного короля после нахождения всех игрушек, детям предстоит сыграть с ним 10-минутную шахматную партию.

#### Часть 4 (2009)
Фриц и Бьянка отправились на экзопланету, на которой они знакомятся с ферзевым гамбитом и проходными пешками, затем играют в различные разновидности шахмат, включая шахматы с кубиками.

### Персонажи
- Фриц – протагонист серии, принц Белых фигур, сын Белого короля
- Бьянка – дейтерагонист серии, принцесса Белых фигур, двоюродная сестра Фрица
- Гарик (Честер, Фертиг) – тритагонист серии, мышонок-тренер
- Белый король – руководитель Шахматного королевства, отец Фрица
- Белая королева – мать Фрица
- Король Палитра (король Калейдоскоп, Разноцветный король) – друг умершего дедушки Фрица
- Королева Палитра (королева Калейдоскоп, Разноцветная королева) – жена короля Палитры
- Черный король – антагонист серии, главный враг Шахматного королевства
- Скарлетт О'Хара (Тремблина Сейвапенни, Циттерлинг МакШпарпенни) – женщина, живущая в башне в форме ладьи
- Пешконцы – крестьяне, живущие в Шахматном королевстве

### Роли озвучивали
Норман Матт – Фриц
Таня Шмиц – Бьянка
Мартин Бальтшайт – мышонок Гарик / рейнская пешка
Берт Кёль – король Палитра / баварская пешка
Томас Ланг – Хитрый король / ведущий
Мартин Шлефер – компьютер
Линус Краус – комментатор

## Отзывы
| Сводный рейтинг | Сводный рейтинг |
| Агрегатор       | Оценка          |
| --------------- | --------------- |
| GameRankings    | 81,42 %         |

| Сводный рейтинг | Сводный рейтинг |
| Агрегатор       | Оценка          |
| --------------- | --------------- |
| GameRankings    | 71,80 %         |